# Brantly International
Die Brantly International Inc. ist ein Hubschrauberhersteller mit Sitz in Qingdao in der chinesischen Provinz Shandong.

## Geschichte
Das Unternehmen wurde 1945 als „Brantly Helicopter Corporation“ in Philadelphia, im US-Bundesstaat Pennsylvania, von Newby O. Brantly gegründet.

### Brantly Helicopter Corporation
Begeistert vom Sikorsky VS-300 entschied sich Newby O. Brantly, selbst einen Hubschrauber zu konstruieren und begann 1946 seinen ersten Hubschrauber, den Brantly B-1, zu entwerfen. 1946 hatte der B-1 mit einem Koaxialrotor seinen Erstflug, da die Technik zu schwer und zu komplex war, ging dieser Typ jedoch nie in Produktion. Brantly hatte aus den Fehlern des B-1 gelernt und begann einen Zweisitzer mit einem einfachen 3-Blatt-Hauptrotor und 2-Blatt-Heckrotor zu entwerfen, den Brantly B-2. Dieser Hubschrauber hatte seinen erfolgreichen Erstflug 1953. Das Unternehmen übersiedelte 1957 nach Frederick in Oklahoma, wo auch der B-2 von der zuständigen Luftfahrtbehörde FAA 1959 zugelassen wurde.
Brantly entwarf später die Brantly 305, einen Fünfsitzer mit Verbrennungsmotor, einem einfachen 3-Blatt-Hauptrotor und einem 2-Blatt-Heckrotor. Dieses Modell hatte 1965 den Erstflug, wurde 1965 von der FAA zugelassen und ging noch im selben Jahr in Produktion.
Als Learjet 1966 die „Brantly Helicopter Corporation“ übernahm, hatte die Brantly-Produktion in Frederick eine Größe von rund 17.000 m² und beschäftigte 100 Mitarbeiter. Das Unternehmen übersiedelte 1969 nach Wichita in Kansas. Learjet verkaufte die „Brantly Helicopter Corporation“ 1969 an die „Aeronautical Research & Development Corporation“ (ARDC) und diese beendete die Produktion 1970.

### Brantly-Hynes
1972 erwarb Michael K. Hynes mit seinem Unternehmen „Brantly Operators Inc.“ die Rechte an der „Brantly Helicopter Corporation“ und benannte das Unternehmen 1975 in „Brantly-Hynes Helicopter Inc.“ um. Ursprünglich war geplant, die bestehenden Kunden mit Ersatzteilen zu versorgen, aber aufgrund der Nachfrage wurde die Produktion der Brantly B-2 und Brantly 305 wieder aufgenommen. Im selben Jahr wechselte das Unternehmen abermals den Besitzer, als es von der „Franklin Capital Corp.“, geleitet vom Rechtsanwalt  F. Lee Bailey (der zu diesem Zeitpunkt auch Eigentümer von Enstrom war), übernommen wurde.

### Brantly International
Der japanisch-amerikanische Unternehmer James T. Kimura erstand 1989 die „Brantly-Hynes Helicopter Inc.“ und benannte das Unternehmen in „Brantly International“ um. Später wurde in Vernon (Texas), eine neue Produktionsstätte errichtet, die ihre Abnahme durch die FAA im Jahre 1996 erhielt. Der US-amerikanische Wirtschaftsverband Aerospace Industries Association (AIA) zeigte im Zeitraum von 1981 bis 2007 zwölf Stück ausgelieferte Brantly B-2B.

### Qingdao Haili Helicopters
Die Produktion am Wilbarger County Airport (FAA Ident: F05) in Vernon, Texas, wurde mit Ende 2009 eingestellt und mit 13. September 2010 geschlossen, das Unternehmen übersiedelte nach China und befindet sich nun im Eigentum der „Qingdao Haili Helicopters Co. Ltd.“. Dieses Unternehmen gilt heute als einziger Produzent der B-2B. Die Qingdao Haili Helicopters übernahm 2010 auch den US-amerikanischen Motorenhersteller „Superior Air Parts“ in Coppell (Texas).

## Produkte

### Aktuelle Typen
- Brantly B-2B

### Nicht mehr hergestellte Typen
- Brantly B-1
- Brantly B-2 Vorserienausführung
- Brantly B-2A; Standardausführung
- Brantly B-2J10; geplante Version mit Tandem-Rotoren sowie verlängertem und verbreiterten Rumpf zur Beförderung von Passagieren und/oder Fracht; nicht gebaut.
- Brantly 305; vergrößerte B2
- YHO-3-BR